# Щербинівський (зупинний пункт)
Щерби́нівський — пасажирська зупинна залізнична платформа Лиманської дирекції Донецької залізниці.
Розташована між смт Щербинівка та смт Петрівка, Бахмутського району, Донецької області. Платформа розташована на лінії Ясинувата — Костянтинівка між станціями Фенольна (7 км) та Кривий Торець (3 км).
На залізничній платформі зупиняються лише приміські поїзди.